# فاوست لانغ
فاوست لانغ (بالألمانية: Faust Lang)‏ هو نحات ألماني، ولد في 1887، وتوفي في 1973.